# Lónafjörður (Norðurland)
Der Lónafjörður (dt. Lagunenfjord) ist ein Fjord in der isländischen Region Norðurland eystra. Bei dem Lónafjörður handelt es sich um einen Ausläufer des Fjordes Þistilfjörður. Der Fjord erstreckt sich zwischen der Halbinsel Langanes im Osten und der im Þistilfjörður gelegenen Halbinsel im Westen. Am Ostufer des Fjordes befindet sich die Ortschaft Þórshöfn, am nördlichen Westufer der Hof Garður. Die Ortschaften können über die Straße Norðausturvegur  erreicht werden. In der Region Vestfirðir gibt es einen gleichnamigen Fjord.